# Holcolissoceras
Holcolissoceras – rodzaj głowonogów z wymarłej podgromady amonitów, z rzędu Phylloceratida.
Żył w okresie jury (kimeryd).